# ASK Arena
ASK Arena, wcześniej znana jako Inter Arena oraz Stadion Şəfa – stadion piłkarski z miejscami wyłącznie siedzącymi, położony w Baku. Obiekt został wybudowany w 2001 roku na miejscu stadionu Termist i może pomieścić 8 125 widzów. Stadion otaczają boiska treningowe, budynki administracyjne oraz czterogwiazdkowy hotel.

## Historia
Stadion została wybudowany przez związek piłki nożnej Azerbejdżanu (AFFA) w 2001 roku. Pierwszym rozegranym na niej meczem było spotkanie w ramach rundy wstępnej Pucharu UEFA 2001/2002 pomiędzy Şafą Baku a Olimpiją Lublana, zakończone wynikiem 0:4. Pierwszą bramkę na stadionie zdobył Dušan Kosič.
W 2012 roku stadion był jednym z obiektów goszczących mecze fazy grupowej Mistrzostw Świata FIFA U-17 kobiet, w tym spotkanie w ramach Grupy A.
W lipcu 2014 roku ogłoszono, że stadion zmieni nazwę na Inter Arena po tym, jak Inter Baku wydzierżawiła obiekt od AFFA.
W lipcu 2018 roku, w związku ze zmianą właściciela, stadion ponownie zmienił nazwę – tym razem na ASK Arena, co odnosi się do sponsora, Azerskiej Korporacji Przemysłowej (Azerbaijan Industrial Corporation).